# Scatopse hyalinata
Scatopse hyalinata är en tvåvingeart som först beskrevs av Philippi 1865.  Scatopse hyalinata ingår i släktet Scatopse och familjen dyngmyggor. Inga underarter finns listade i Catalogue of Life.